# トゥーン湖
トゥーン湖（トゥーンこ、トゥーナーゼー、Thunersee）はスイスのベルン州にある湖。アルプス山脈の北側に位置する。
湖名はトゥーンの街に由来する。トゥーン湖のある地域は、豪雨の後にアーレ川による局地的な洪水が頻繁に起きている。アーレ川では豪雨時の過剰な表面流出を捌ききれず、これがトゥーン湖に流れ込む構造となっている。
湖には、6m湖面の高いブリエンツ湖から水が供給されている。湖は、氷期の後に形成され、元はブリエンツ湖の一部であった。
釣りがさかんで、数多くの漁師が働いている。2001年の合計漁獲量は53,000 kgであった。1835年より、鉄道事業者のBLSが客船を運航している。